# Lillsjön (Valdemarsviks socken, Östergötland)
Lillsjön är en sjö i Valdemarsviks kommun i Östergötland och ingår i Söderköpingsån-Vindåns kustområde. Sjön har en area på 0,0984 kvadratkilometer och ligger 41 meter över havet.

## Delavrinningsområde
Lillsjön ingår i det delavrinningsområde (645183-155023) som SMHI kallar för Rinner mot Inre Valdemarsviken. Medelhöjden är 35 meter över havet och ytan är 14,8 kvadratkilometer. Det finns inga avrinningsområden uppströms utan avrinningsområdet är högsta punkten. Avrinningsområdets utflöde mynnar i havet, utan att ha någon enskild mynningsplats. Avrinningsområdet består mestadels av skog (65 procent), öppen mark (13 procent) och jordbruk (17 procent). Avrinningsområdet har 0,2 kvadratkilometer vattenytor vilket ger det en sjöprocent på 1,3 procent. Bebyggelsen i området täcker en yta av 0,24 kvadratkilometer eller 2 procent av avrinningsområdet.